# McIntyre (Familienname)
McIntyre ist ein englischer Familienname.

## Namensträger

### A
- Alan McIntyre (* 1949), neuseeländischer Hockeyspieler
- Alastair McIntyre (1927–1986), britischer Filmeditor in den Bereichen Film- und Tonschnitt
- Alex MacIntyre (1954–1982), britischer Bergsteiger
- Alistair McIntyre (* ~1925), schottischer Badmintonspieler
- Alister McIntyre (1932–2019), grenadischer Diplomat und Politiker
- Andrew McIntyre (1855–1941), schottischer Fußballspieler
- Andy McIntyre (* 1955), australischer Rugby-Union-Spieler
- Angus McIntyre, schottischer Musiker
- Annabelle McIntyre (* 1996), australische Ruderin
- Anthea McIntyre (* 1954), britische Politikerin
- Archibald McIntyre (1772–1858), US-amerikanischer Händler und Politiker
- Archibald T. McIntyre (1822–1900), US-amerikanischer Politiker

### B
- Bob McIntyre (1928–1962), britischer Motorradrennfahrer

### D
- David McIntyre (* 1987), kanadischer Eishockeyspieler
- Donald McIntyre (* 1934), neuseeländischer Sänger (Bassbariton)
- Drew McIntyre (* 1985), schottischer Wrestler

### E
- Earl McIntyre, US-amerikanischer Jazz-Posaunist, Arrangeur und Komponist
- Eilidh McIntyre (* 1994), britische Seglerin

### G
- Guy McIntyre (* 1961), US-amerikanischer American-Football-Spieler

### H
- Hal McIntyre (1914–1959), US-amerikanischer Saxophonist, Klarinettist und Big Bandleader

### I
- Ian McIntyre (* 1974), kanadischer Eishockeyspieler
- Ian McIntyre (Journalist) († 2014), britischer Hörfunkproduzent, -sprecher, Journalist und Buchautor

### J
- James McIntyre (Schiedsrichter), schottischer Fußballschiedsrichter
- James McIntyre (Fußballspieler) (1858–1943), schottischer Fußballspieler
- James Francis McIntyre (1886–1979), US-amerikanischer Geistlicher, Erzbischof von Los Angeles
- James T. McIntyre (* 1940), US-amerikanischer Rechtsanwalt, Direktor des Office of Management and Budget (OMB)
- Jessica McIntyre (* 1976), deutsche Schauspielerin britischer Nationalität
- Joey McIntyre (* 1972), US-amerikanischer Sänger
- John McIntyre (Erzbischof) (1855–1935), britischer Geistlicher, Erzbischof von Birmingham
- John McIntyre (Theologe) (1916–2005), Professor of Theology an der University of Edinburgh
- John McIntyre (Eishockeyspieler, I), US-amerikanischer Eishockeyspieler
- John McIntyre (Bischof) (1951–2014), australischer Bischof von Gippsland
- John McIntyre (Eishockeyspieler, 1969) (* 1969), kanadischer Eishockeyspieler
- John J. McIntyre (1904–1974), US-amerikanischer Politiker
- John Joseph McIntyre (* 1963), US-amerikanischer Geistlicher, Weihbischof in Philadelphia
- Joy McIntyre (* 1938), US-amerikanische Opernsängerin (Sopran)
- Julie Hackbarth-McIntyre (* 1961), US-amerikanische Politikerin

### K
- Kalaparusha Maurice McIntyre (1936–2013), US-amerikanischer Jazzmusiker
- Ken McIntyre (1931–2001), US-amerikanischer Jazzmusiker
- Kerry McIntyre (* 1968), US-amerikanisch-österreichischer Basketballspieler

### L
- Liam McIntyre (* 1982), australischer Schauspieler
- Liz McIntyre (* 1965), US-amerikanische Freestyle-Skierin
- Loren McIntyre (1917–2003), Spezialist für Inkas, siehe unter Laguna McIntyre

### M
- Michael McIntyre (Segler) (* 1956), britischer Segler
- Michael McIntyre (Komiker) (* 1976), britischer Komiker
- Michael E. McIntyre (* 1941), Mathematiker
- Mike McIntyre (* 1956), US-amerikanischer Politiker

### P
- Paul McIntyre (Musiker) (1931–2020), kanadischer Komponist, Pianist und Dirigent
- Paul McIntyre (Politiker) (* 1944), kanadischer Senatsabgeordneter
- Peter Adolphus McIntyre (1840–1910), kanadischer Politiker
- Pinoke McIntyre (1934–2019), kanadischer Eishockeyspieler

### R
- Roger McIntyre (* 1962), schottischer Curler

### S
- Stephen McIntyre (* 1947), kanadischer Bergbauspezialist und Klimaskeptiker
- Stephen McIntyre (Pianist), australischer Pianist
- Steve Stix (* 1975), deutscher DJ und Musikproduzent
- Sue McIntyre (* vor 1958), australische Botanikerin und Ökologin

### T
- Terrell McIntyre (* 1977), US-amerikanischer Basketballspieler
- Thomas J. McIntyre (1915–1992), US-amerikanischer Politiker
- Thongchai McIntyre (* 1958), thailändischer Sänger

### V
- Victoria Wharfe McIntyre, australische Filmemacherin
- Virginia Steen-McIntyre (* 1936), US-amerikanische Geologin
- Vonda N. McIntyre (1948–2019), US-amerikanische SF-Schriftstellerin

### W
- W. L. McIntyre, vincentischer Jurist

### Z
- Zane McIntyre (* 1992), US-amerikanischer Eishockeytorwart